# Taşkent
Taşkent, a antiga Pirlerkondu é uma vila e distrito do centro da Turquia, que faz parte da província de Cônia e da região da Anatólia Central. O distrito tem 457 km² de área e em dezembro de 2021 tinha 5 780 habitantes (densidade: 12,6 hab./km²).
O distrito situa-se nos montes Tauro, no extremo sul da província de Cônia, e confina com a província de Antália, distando aproximadamente 100 km por estrada e 65 km em linha reta de Alânia, na costa mediterrânica. O clima é mediterrânico continental, com verões quentes e secos, temperados pela grande altitude (mais de 1 500 m na capital), e invernos frios e com neve.
A economia baseia-se na agricultura e pecuária, que empregam mais de metade da população ativa. As duras condições da montanha contribuem em grande parte para a acentuada emigração a que se assiste na região.